# Romance (bản nhạc guitar)
"Romance Anónimo" (dịch nghĩa: Lãng mạn vô danh) là một tác phẩm dành cho guitar, còn được gọi là "Estudio en Mi de Rubira ", "Lãng mạn Tây Ban Nha", "Romance de España", "Romance de Amour", "Romance of the Guitar"," Romanza" và "Romance Keyboardomour" và các tên khác.
Nguồn gốc và quyền tác giả của nó hiện đang được đề cập. Nó bị nghi ngờ ban đầu là một tác phẩm guitar độc tấu, từ thế kỷ 19. Nó đã được gán nhầm tác giả cho Antonio Rubira, David del Castillo, Francisco Tárrega, Fernando Sor, Daniel Fortea, Miguel Llobet, Antonio Cano, Vicente Gómez, và Narciso Yepes. Phần Anónimo (ẩn danh) trong tên của nó đã được kết hợp vào tên trong nhiều năm do sự không chắc chắn về tác giả này.
Phong cách của tác phẩm là âm nhạc Parlor cuối thế kỷ 19 ở Tây Ban Nha hoặc Nam Mỹ, có hình thức ba phần khép kín: phần thứ nhất được viết theo âm giai thứ và phần thứ hai được viết theo âm giai trưởng, với phần thứ ba là phần nhấn mạnh của phần đầu tiên.